# Silene kuschakewiczii
Silene kuschakewiczii là loài thực vật có hoa thuộc họ Cẩm chướng. Loài này được Regel & Schmalh. miêu tả khoa học đầu tiên.